# ایلیوشین ایل-۴۶
ایلیوشین-۴۶ (به انگلیسی: Ilyushin Il-46) یک هواپیمای ساختِ کارخانهٔ ایلیوشین در کشور اتحاد جماهیر سوسیالیستی شوروی و روسیه است. این هواپیما در ۳ مارس ۱۹۵۲ میلادی نخستین پرواز خود را انجام داد.